# Ансени (округ)
Ансени (фр. Ancenis) — округ (фр. Arrondissement) во Франции, один из округов в регионе Страна Луары. Департамент округа — Луара Атлантическая. Супрефектура — Ансени.
Население округа на 2006 год составляло 55 212 человек. Плотность населения составляет 70 чел./км². Площадь округа составляет всего 791 км².